# Bereket
Bereket, anciennement Gazandjyk, est une ville de la province de Balkan, au Turkménistan.
Bereket est le centre administratif du district de Bereket (en).

## Transports
Bereket est une ville ferroviaire.